# Alberto De Martino
Pour les articles homonymes, voir Martino.
Alberto De Martino, né le 12 juin 1929 à Rome et mort dans la même ville le 2 juin 2015, est un réalisateur et scénariste italien. Il utilise parfois le pseudonyme de Martin Herbert.

## Biographie
Alberto De Martino est né le 12 juin 1929 à Rome. Fils d'un maquilleur de cinéma, il commence sa carrière comme enfant acteur dans Scipion l'Africain (1937).
Après avoir étudié le droit à l'université, il reprend une carrière dans le cinéma en travaillant comme monteur, scénariste et assistant réalisateur. Il déclare avoir été encouragé à devenir réalisateur par Federico Fellini, dont il a supervisé le doublage en italien de La dolce vita (1960). De Martino a également été très actif dans le domaine du doublage, dont il a assuré la direction pour plus de 1 500 films.
De Martino a été l'un des réalisateurs les plus actifs du cinéma de genre italien entre les années 1960 et le milieu des années 1980 ; ses films couvraient différents genres, notamment le western spaghetti, les poliziotteschi, les péplums et les films d'épouvante,. Ami de Sergio Leone dans la vraie vie, il a été réalisateur de la seconde équipe dans Il était une fois la révolution. Il était souvent crédité eu générique sous le nom de Martin Herbert.
En 1980, De Martino a failli perdre sa maison lorsque son film L'Homme puma a été un fiasco en salles. L'Homme puma a été suivi de quelques autres films, concluant sa carrière avec Miami Golem.
Il meurt à Rome le 2 juin 2015 à l'âge de 85 ans,,.

## Filmographie

### Comme réalisateur
- 1961 : Le Gladiateur invincible (Il gladiatore invincibile)
- 1962 : Deux contre tous (Due contro tutti), coréalisé avec Antonio Momplet (it)
- 1963 : Persée l'invincible (Perseo l'invincibile)
- 1963 : Le Manoir de la terreur (Horror)
- 1964 : Les Sept Invincibles (Gli invincibili sette)
- 1964 : Le Triomphe d'Hercule (Il trionfo di Ercole)
- 1964 : La Révolte de Sparte (La rivolta dei sette)
- 1965 : À l'assaut du fort Texan (Gli eroi di Fort Worth)
- 1965 : Cent Mille Dollars pour Ringo (100.000 dollari per Ringo)
- 1966 : Django tire le premier (Django spara per primo)
- 1966 : Mission spéciale... Lady Chaplin (Missione speciale Chaplin) coréalisé avec Sergio Grieco
- 1966 : Espionnage à Capetown (Upperseven, l'uomo da uccidere)
- 1967 : Opération frère cadet (OK Connery)
- 1967 : La Gloire des canailles (Dalle Ardenne all'inferno)
- 1968 : Rome comme Chicago (Roma come Chicago)
- 1969 : Perversion (Gli insaziabili)
- 1971 : L'uomo dagli occhi di ghiaccio
- 1972 : Le Nouveau Boss de la mafia (I familiari delle vittime non saranno avvertiti)
- 1972 : Dernier appel (L'assassino... è al telefono)
- 1973 : Le Conseiller (Il consigliori)
- 1973 : On remet ça, pas vrai Providence ? (Ci risiamo, vero Provvidenza?)
- 1974 : L'Antéchrist (L'anticristo)
- 1976 : Spécial Magnum (Una magnum special per Tony Saitta)
- 1977 : Holocauste 2000 (Holocaust 2000)
- 1980 : L'Homme puma (L'uomo puma)
- 1982 : Liens de sang (Extrasensorial)
- 1985 : Formule pour un meurtre (7, Hyden Park - La casa maledetta)
- 1985 : Miami Golem

### Comme scénariste
- 1959 : Mantelli e spade insanguinate de Nathan Juran et Frank McDonald
- 1962 : Les Sept Gladiateurs (I sette gladiatori) de Pedro Lazaga